# 肖应泽
肖应泽（1967年—），男，民建会员，芜湖市政协常委，中国男高音歌唱家，中国音乐家协会会员。

## 生平
1992年毕业于安徽师范大学音乐学院，担任芜湖市文化馆声乐教师。2014年11月，当选芜湖市音乐家协会第五届主席。现任芜湖市文化馆社会活动部主任兼任音乐指导老师。2024年11月，当选安徽省音乐家协会第八届主席团副主席。
毕业后一直从事音乐教学指导工作，业余时间参加各种演出。曾获第十届全国“全国青年歌手电视大奖赛”美声唱法铜奖第一名、华东六省市“青年歌手大赛”美声唱法金奖、广电总局“金号奖”安徽选拔赛第一名等奖项。应邀参加中央电视台“心连心”艺术团、中国文联“百花迎春”大联欢、安徽电视台春节联欢晚会等演出活动。